# Appeal to the Great Spirit
Appeal to the Great Spirit est une statue équestre  en bronze, réalisée vers 1909 par Cyrus Edwin Dallin et placée devant le musée des Beaux-Arts à Boston. C'est une des œuvres d'art les plus connues aux États-Unis.

## Description
La statue représente un Indien sioux, peut-être un chef, assis sur un cheval à l'arrêt, oreilles écartées ; l'indien a les bras étendus, paumes ouvertes, dans un geste de supplique, la tête rejetée en arrière et tournée vers le ciel.
L'œuvre résume le désespoir total de la situation de l'Indien. Après avoir été confronté à des trahisons et des promesses brisées, après avoir subi défaite après défaite dans les conflits armés et être totalement incapable d'arrêter l'ennemi qui s'approche, il cherche de l'aide par désespoir absolu auprès d'un pouvoir plus juste et plus grand que le simple mortel, rouge ou blanc ; il fait appel au Grand Esprit qui règne sur l'univers. Sa posture implique la vulnérabilité d'un peuple spirituellement intact mais accablé ,,.
La sculpture évoque l'impact de la colonisation euro-américaine sur les peuples autochtones, et un appel à la paix après les guerres, l'indien confie son avenir à un esprit divin.
Ce fut l'une des sculptures les plus profondément émouvantes de l'époque.

## Historique
La sculpture coulée à Paris par Jaboeuf et Rouard  selon la technique de la cire perdue, remporte une médaille au Salon de Paris. La statue est ensuite envoyée aux États-Unis par l'artiste et présentée à l'exposition organisée par l'Académie américaine de design à l'hiver 1911. Elle est prêtée au musée des Beaux-Arts de Boston en 1912 et définitivement acquise, l'année suivante, par le musée  grâce à une levée de fonds publics et en particulier, un don de Peter C. Brooks. Elle est installée à l'extérieur, devant l'entrée principale du musée début janvier 1913.
C'est la dernière et la plus connue d'une série de quatre sculptures intitulée The Epic of the Indian, destinée à un public non aborigène.
Dallin avait d'abord songé à une composition allégorique avec trois personnages, mais le sculpteur Daniel Chester French, son contemporain, suggéra une composition plus simple,.
L'œuvre de Cyrus Dallin englobe une grande variété de thèmes, mais le sujet qui l'a le plus passionné - et sur lequel il est revenu à maintes reprises au cours de ses 65 ans de carrière - est l'oppression continue des peuples autochtones. Enfant, Dallin avait noué de solides amitiés avec les enfants indiens qui vivaient à proximité de sa colonie de Springville (Utah). Il avait un profond respect pour les autochtones et était profondément troublé par les crimes perpétrés contre eux ,.
Cyrus Dallin a utilisé son art et sa position de sculpteur de renommée internationale pour protester contre l'oppression des peuples autochtones et défendre leurs droits. Par son travail et sa défense de ces droits, il a été le pionnier du rôle de l'artiste en tant qu'agent de changement social et a ouvert la voie à un art public plus inclusif en Amérique. Ses sculptures rendent hommage aux valeurs qu'il admirait, notamment la dignité des indiens. Ses représentations d'Amérindiens sont responsables de l'évolution du regard sur l'art public aux États-Unis,.
Dans les années 1900, il est parmi ceux qui ont fait que la statue équestre en sculpture américaine a atteint son apogée.
Le modèle est Antonio Corsi qui travaille également avec Daniel Chester French, Edward Burne-Jones, Frederic Leighton, John Singer Sargent, Alma-Tadema, et Edmund Tarbell,.

## Autres versions notables

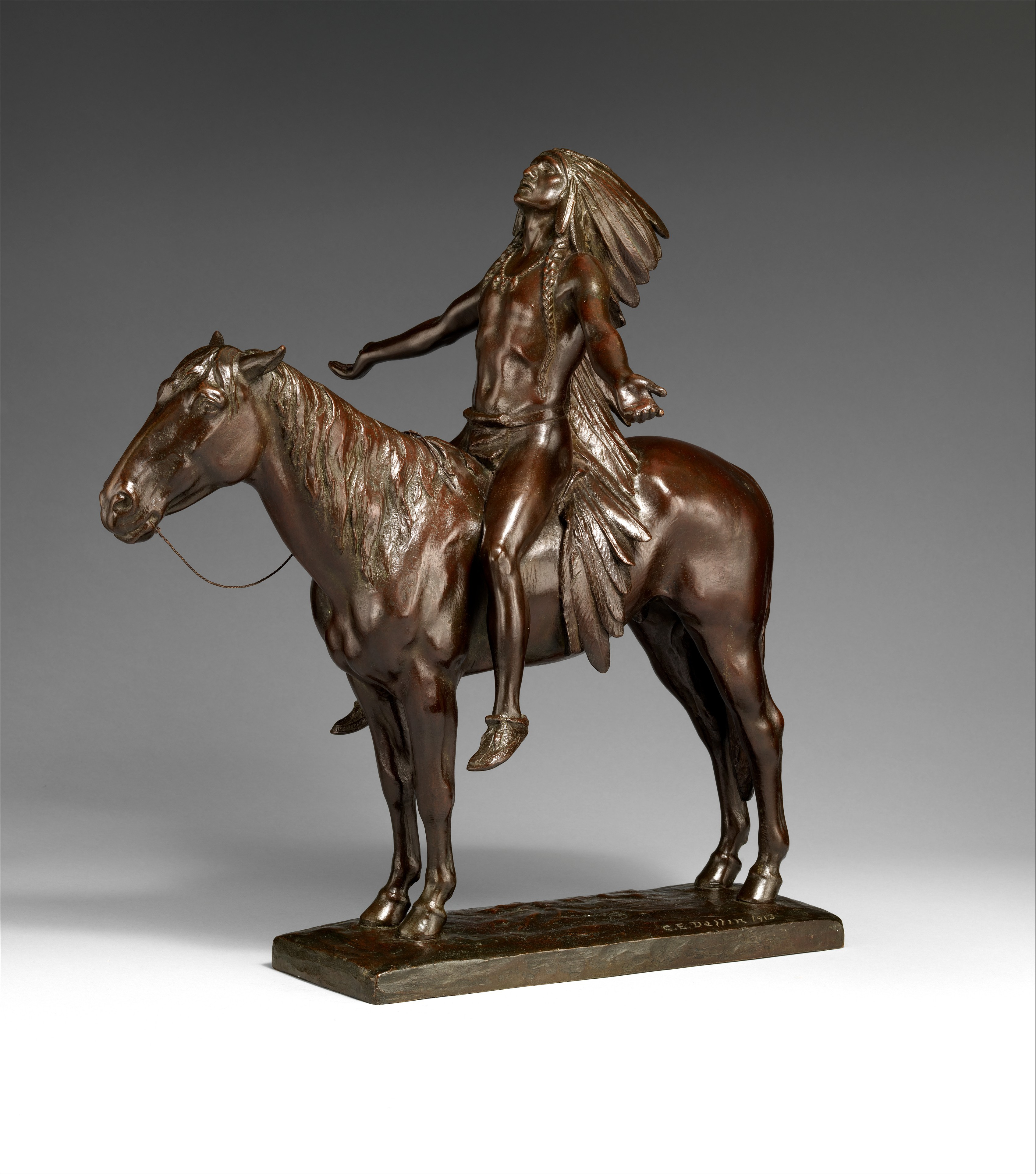
Statuette en bronze au Metropolitan Museum of Art

Outre le bronze original (à la patine vert-de-gris) , plus de 400 statuettes d'épreuves officielles en bronze furent réalisées en trois tailles différentes. Les  quelques institutions et lieux suivants en conservent un exemplaire :
- Le Metropolitan Museum of Art[16].
- Le Hood Museum of Art du Dartmouth College[17].
- La Maison-Blanche[18].
  - Le Bureau ovale. Soucieux que son bureau puisse refléter « la diversité », le président Clinton y fit installer une réplique de la sculpture, laquelle, selon le communiqué de presse, « célèbre le stoïcisme et la dignité des indiens d'Amérique »[19].
  - La reconstitution du bureau ovale sous l'administration Clinton à la Bibliothèque présidentielle, William J. Clinton inclut la sculpture[20].
- Le ministère des Affaires étrangères, salon de réception diplomatique, Washington (district de Columbia), 20520 numéro d'acquisition : 1965.0046 [21].
- La ville de Muncie (dans l'Indiana) possède une réplique grandeur nature réalisée en consultation avec Dallin et inaugurée en 1929, qui lui sert d'emblème[22],[23].

## Culture populaire
La couverture de l'album de musique des Melvins, Lysol (1992) est une peinture inspirée par la sculpture Appeal to the Great Spirit .
Elle apparait également sur celle des The Beach Boys in Concert, et a été vue pour la première fois sur leur album de 1967, Smiley Smile pour le single Heroes and Villains.
Le label Brother Records, l'utilise comme logo.